# NGC 2917
NGC 2917 este o galaxie lenticulară situată în constelația Hidra. A fost descoperită în 6 februarie 1864 de către Albert Marth. Se află la o distanță de 64,27 de megaparseci de Pământ.